# Franciszek Zygmunt Gałecki
Franciszek Zygmunt Gałecki herbu Junosza (ur. w 1645, zm. w 1711 roku) – generał-adiutant wojsk koronnych, łowczy kaliski, chorąży ziem pruskich od 1670 r., marszałek sejmiku lwowskiego od 1679 r., kuchmistrz koronny od 1680 r., starosta bydgoski w latach 1676–1679 i 1688–1710, kasztelan kaliski w latach 1694–1695, kasztelan poznański w latach 1695–1697, wojewoda inowrocławski w latach 1697–1703, wojewoda kaliski w latach 1703–1706, wojewoda poznański w latach 1709–1711, radca poselstwa-rezydent Jego Królewskiej Mości w Republice Zjednoczonych Prowincji w 1699 roku, poseł Rzeczypospolitej w Królestwie Szwecji w latach 1698–1699 roku, przedstawiciel dyplomatyczny Rzeczypospolitej w Królestwie Danii w latach 1698–1699.

## Życiorys
Urodził się ok. 1645 r. w rodzinie osiadłej na ziemi wyszogrodzkiej na Mazowszu. Był synem Tomasza. Niewiele wiadomo o jego dzieciństwie i wykształceniu.
Kariera Gałeckiego rozpoczęła się w wyniku udziału w wielkich wyprawach wojennych Jana Sobieskiego. W październiku 1672 r. zdobył chorągiew sułtańską w walkach pod Kałuszynem. W bitwie pod Chocimiem 10-11 listopada 1673 r. brał udział jako generał-adiutant wojsk koronnych. Należał wtedy do najbardziej zaufanych współpracowników hetmana Sobieskiego, który powierzał mu zadania o charakterze wojskowym i politycznym np. pozyskiwanie stronników dla partii francuskiej, której przywódcą był Sobieski. Z polecenia hetmana przeprowadził rozmowę z posłem brandenburskim (1670) w sprawie ewentualnej pomocy elektora w wojnie tureckiej w wypadku obioru „Piasta” na tron polski. W 1676 r. został nagrodzony starostwem bydgoskim.
Poseł sejmiku średzkiego województw poznańskiego i kaliskiego na sejm 1677 roku, w czasie obrad stał wiernie przy boku monarchy. Szybko piął się po szczeblach kariery. W 1679 r. był marszałkiem sejmiku lwowskiego, a w 1680 r. został kuchmistrzem wielkim koronnym.
W 1683 r. brał udział w wyprawie wiedeńskiej dowodząc gwardyjskim regimentem dragonii (600 ludzi). W czasie bitwy walczył na prawym skrzydle i po zwycięstwie został wysłany z podarunkami do cesarza Leopolda I. 
Brał także udział w dalszych, mniej udanych wyprawach Sobieskiego na terytoria mołdawskie (1686, 1691). W czasie ostatniej wyprawy uratował komplet dział artylerii koronnej, sprowadzając w trudnych warunkach zimowych pozostawioną w Ropcach całą artylerię koronną (1692). Otworzyło mu to drogę do nowych godności: kasztelana kaliskiego (1694-1695) i wkrótce potem kasztelana poznańskiego (1695-1697).
W 1687 roku na krótko związał się z opozycją mającą na celu zapobieżenie przyszłej elekcji królewicza Jakuba Sobieskiego. W 1690 r. został posłem z województwa inowrocławskiego na sejm walny warszawski ekstraordynaryjny.
Poseł na sejm 1692/1693 roku z województwa brzeskokujawskiego. Poseł województwa poznańskiego i województwa kaliskiego na sejm 1693 roku.
Po śmierci Jana Sobieskiego, po zerwanym sejmie konwokacyjnym 1696 roku przystąpił 28 września 1696 roku do konfederacji generalnej. Opowiedział się podczas elekcji za stronnictwem Augusta II Mocnego, którego był elektorem w 1697 roku z województwa poznańskiego i którego pacta conventa podpisał. Otrzymawszy od niego na sejmie koronacyjnym urząd wojewody inowrocławskiego (1697-1703) stał się gorliwym zwolennikiem króla. Gałecki był jednym z dowódców posłanych na czele wojsk polsko-saskich do Gdańska w celu przepędzenia kontrkandydata do korony – księcia Conti. W latach następnych był posyłany w poselstwach do Szwecji, Danii i Holandii. Pozostał przy królu także w dobie wojny północnej 1701-1721, narażając się na nienawiść jego przeciwników. W 1703 r. doszedł do szczytu kariery otrzymując urząd wojewody kaliskiego.
Był członkiem konfederacji sandomierskiej 1704 roku. Gałecki nie opuścił Augusta II w czasie elekcji Stanisława Leszczyńskiego (1704). Pod koniec czerwca 1704 r. został komendantem Lwowa i bronił miasta przed Szwedami. We wrześniu tego roku dostał się tam do niewoli szwedzkiej i powędrował jako jeniec wojenny do Sztokholmu. Wolność odzyskał pod koniec 1706 r. dzięki staraniom swojej energicznej małżonki Rozalii z Dzieduszyckich.
W następnych latach nie przejawiał większej aktywności politycznej i dawnego przywiązania do monarchy. Zabiegał o pokój i bezpieczeństwo województw wielkopolskich. Doczekał klęski Szwedów pod Połtawą, ucieczki Stanisława Leszczyńskiego i restauracji rządów Augusta II, który 29 października 1709 r. awansował go na wojewodę poznańskiego. Nie zmieniło to coraz bardziej krytycznego stanowiska Gałeckiego wobec króla. Był uczestnikiem Walnej Rady Warszawskiej 1710 roku.
Zmarł w lecie 1711 roku w wieku 66 lat.

## Rodzina
Franciszek Gałecki był dwukrotnie żonaty. W 1678 r. ożenił się z Katarzyną Słoniewską, wdową po Wasiczyńskim. Kolejne małżeństwo zawarł z Rozalią z Dzieduszyckich, z którą miał córkę Zofię „wielkiego rozsądku, niemijającej pobożności”, wizytkę w Lublinie. Jego synem był prawdopodobnie Franciszek Gałecki.

## Gałecki jako starosta bydgoski
Franciszek Gałecki zapoczątkował ostatnią dynastię starostów bydgoskich, sprawujących władzę do zaboru Bydgoszczy przez Prusy 1772 r. Urząd starosty sprawował w latach 1676–1680 i ponownie od 16 lutego 1685 r. do 1710. 7 lutego 1680 r. cedował starostwo bydgoskie Janowi Karolowi Wolffowi, które pozostało w jego rękach do 1685 r.
Już na początku starościńskich rządów Gałeckiego została w Bydgoszczy reaktywowana mennica państwowa, która funkcjonowała od 1677 do 1688 r. 1 lipca 1689 r. zezwolił na wznowienie działalności przez bractwo kurkowe, które też dzięki jego protekcji uzyskało od króla Jana III Sobieskiego potwierdzenie wilkierza tego bractwa. Monarcha nie tylko zatwierdził wilkierz, ale przywilejem z 16 czerwca 1692 r. zwolnił króla kurkowego od wszelkich ciężarów miejskich.
W czasie jego rządów biblioteka bernardynów powiększyła się o cenne dary książkowe, zbudowany został nowy gmach szkoły przy kolegium jezuitów (1696), zatwierdzone zostały statuty cechów: mielcarzy (18 kwietnia 1689) i szewców (11 stycznia 1694), rozwijały się bractwa kościelne.
Mniej pozytywne aspekty jego rządów to wykup za pośrednictwem kupców toruńskich licznych nieruchomości w Bydgoszczy i okolicy, co zapewniło Gałeckim uprzywilejowaną pozycję na terenie Bydgoszczy. W 1690 r. nabył on bogate wójtostwo bydgoskie. Prawo dziedziczenia tego wójtostwa wraz z należącymi do niego wsiami, młynami i miastem Fordonem uzyskała na mocy przywileju królewskiego w lutym 1690 r. druga żona Gałeckiego - Rozalia z Dzieduszyckich.
Jednocześnie została ona zobowiązana do płacenia 2 tysięcy złotych czynszu rocznego i odprowadzania jednej czwartej części dochodów do skarbu królewskiego. 
W 1695 r. Franciszek Gałecki, pomimo protestów bydgoszczan, zagarnął Glinki i Zielonkę, a także wszedł w posiadanie wielu kamienic w Bydgoszczy.
6 września 1710 r. Gałecki odstąpił starostwo bydgoskie za zgodą króla Augusta II – Franciszkowi Gałeckiemu.